# Ricardo Filangieri
Ricardo Filangieri (en italiano: Riccardo Filangieri; aprox.1195-1254/63) fue un noble italiano que desempeñó un papel importante en la Sexta Cruzada en 1228-9 y en la Guerra de los Lombardos de 1229-43, donde estuvo a cargo de las fuerzas de Federico II, emperador del Sacro Imperio romano, luchando contra las fuerzas opositoras de los barones locales dirigidos primero por Juan I de Beirut. Durante la primera mitad de su carrera Filangieri fue gibelino, pero durante la segunda un güelfo. Fue un miembro de la familia Filangieri de Campania.